# Rába InterRégió
A Rába InterRégió egy Szombathely/Győr és Budapest-Keleti között a közlekedő vasúti járat. Csak Budapest felé közlekednek. Vonatszámuk 19-cel kezdődik.

## Történet
2013. december 13-án indul el az első járat Budapest és Graz között (vonatszám: 916/917).A vonat Budapest és Szentgotthárd között csak Budapest-Kelenföld, Tatabánya, Tata, Komárom, Győr, Répcelak, Csorna, Szombathely és Körmend állomásokon állt meg.
2021. december 12-étől a vonat már csak Szentgotthárdig közlekedik. 2022. április 3-ától InterCity név egységesítése miatt megszűnt és SAVARIA néven közlekedik tovább.
2024. szeptember 2-ától újra közlekedik InterRégióként a Szombathelyről és Győrből induló névtelen InterRégióknál.

## Útvonal
A vonat Győrből indul Komárom és Tatabánya érintésével közlekedik Budapest-Keleti pályaudvarra. Az egyik járat Szombathelyről indul Celldömölk, Pápa, Győr, Komárom és Tatabánya érintésével közlekedik Budapest-Keleti pályaudvarra

## Megállóhelyei
| Megállóhelyek          |
| ---------------------- |
| 1. Szombathely         |
| 2. Sárvár              |
| 3. Celldömölk          |
| 4. Mezőlak             |
| 5. Pápa                |
| 6. Vaszar              |
| 7. Szerecseny          |
| 8. Gyömöre-Tét         |
| 9. Győrszabadhegy      |
| 10. Győr               |
| 11. Komárom            |
| 12. Tata               |
| 13. Tatabánya          |
| 14. Bicske             |
| 15. Budapest-Kelenföld |
| 16. Ferencváros        |
| 17. Budapest-Keleti    |